# Cardiophorus tumidicollis
Cardiophorus tumidicollis is een keversoort uit de familie kniptorren (Elateridae). De wetenschappelijke naam van de soort is voor het eerst geldig gepubliceerd in 1853 door LeConte.